# Santa's Little Helper
Santa's Little Helper (Mali Božičkov pomočnik) je domači pes iz risane serije Simpsonovi. Zvočno ga upodablja Frank Welker.